# Robert C. Tucker
Robert Charles Tucker (* 29. Mai 1918 in Kansas City, Missouri; † 29. Juli 2010 in Princeton, New Jersey) war ein US-amerikanischer Politikwissenschaftler und Professor an der Princeton University. Zu seinen Forschungsgebieten gehörten die Sowjetunion, Josef Stalin und der Marxismus.
Tucker erwarb seinen Bachelor- und seinen Masterabschluss an der Harvard University und promovierte dort, nachdem er 1953 von einer neunjährigen Tätigkeit als Attaché bei der US-amerikanischen Botschaft in Moskau zurückkehrte.
Bevor Tucker 1962 zur Princeton University kam, forschte er bei der Rand Corporation und lehrte zwei Jahre an der Indiana University. In Princeton war er der erste Direktor des Programms für Russische Studien. 1975 wurde er in die American Academy of Arts and Sciences gewählt.
Tucker war verheiratet und hatte eine Tochter.

## Schriften
- Philosophy and Myth in Karl Marx. 3. Auflage. Transaction Publ., New Brunswick 2001, ISBN 0-7658-0644-4. (deutsch: Karl Marx. Die Entwicklung seines Denkens von der Philosophie zum Mythos, Beck, München 1974 (2. überarbeitete Auflage; ISBN 3-406-05090-5)
- Stalin in Power: The Revolution from Above, 1928–1941. W W Norton & Co, New York 1990, ISBN 0-393-02881-X.
- Stalin as revolutionary, 1879–1929; a study in history and personality. W W Norton & Co, New York 1973, ISBN 0-393-05487-X.
- The Marxian Revolutionary Idea. W W Norton & Co, New York 1969, LCCN 69-020038.
- Robert C. Tucker (Hrsg.): The Marx-Engels Reader. W W Norton & Co, New York 1972, ISBN 0-393-09965-2.